# Inscription araméenne de Kandahar
L'inscription araméenne de Kandahar est une inscription sur un fragment de bloc de calcaire (24 x 18 cm) découverte dans la vieille ville de Kandahar (Afghanistan) en 1963 et publiée en 1966 par André Dupont-Sommer. Elle a été découverte pratiquement au même lieu et au même moment que les Édits grecs d'Ashoka, ce qui permet de supposer que les deux inscriptions étaient plus ou moins conjointes. L'inscription fut écrite en langue araméenne, probablement par l'empereur indien Ashoka aux environs de 260 av. J-C. L'araméen ayant été la langue officielle de l'empire achéménide, disparu en 320 av. J-C avec les conquêtes d'Alexandre le Grand, il semble que cette inscription s'adressait directement aux populations de cet ancien empire encore présentes dans le nord-ouest de l'Inde, ou bien aux populations frontalières dont l'araméen restait la langue d'usage,.

## Contexte

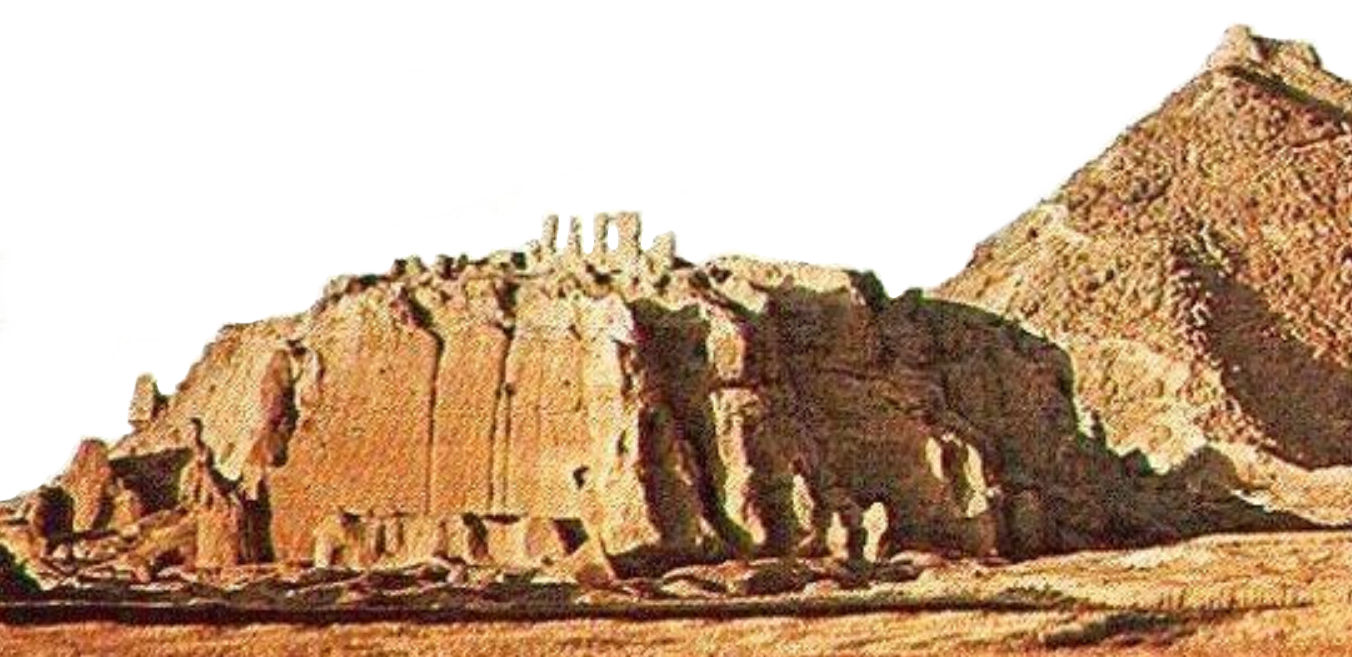
L'inscription a été découverte dans les vestiges de la vieille ville de Kandahar (probablement l'ancienne Alexandrie d'Arachosie).

La découverte de cette inscription est à mettre en relation avec celle de plusieurs autres inscriptions en araméen ou en grec (ou les deux ensembles), écrites par Asoka. Les plus célèbres sont l'inscription bilingue de Kandahar, écrite en grec et en araméen, ou les Édits grecs d'Ashoka, aussi découverts à Kandahar. Auparavant, en 1915, Sir John Marshall découvrit une inscription en araméen à Taxila, en 1932 une autre inscription en araméen fut découverte dans la vallée de Laghman à Pul-i-Darunteh. Enfin, une autre inscription, l'inscription araméenne de Laghman a aussi été découverte en 1970.
L'inscription araméenne de Kandahar est une inscription "indo-araméenne" alternant langue indienne et en langue araméenne, mais utilisant uniquement les caractères araméens, les parties araméennes traduisant les parties indiennes transcrites dans l'alphabet araméen. Elle ne fait pas explicitement référence à Ashoka dans le fragment qui a été retrouvé, mais le lieu de découverte, le style de l'écriture, le vocabulaire employé, permet de relier l'inscription aux autres inscriptions d'Ashoka connues dans la région.

## Contenu de l'inscription
Cette inscription est généralement interprètée comme une version d'un passage de l'édit majeur sur pilier no 7,. Le mot SHYTY qui apparaît à plusieurs reprises correspondrait au mot moyen-indien sahite (Sanskrit Sahitam), voulant dire "en accord avec", "selon...", et qui permet d'introduite une citation, en l'occurrence ici de mots indiens que l'on retrouve dans les Édits d'Ashoka. Plusieurs de ces mots indiens, transcrits ici phonétiquement en araméen, sont en effet identifiables, et n'existent par ailleurs que dans l'édit majeur sur pilier no 7 d'Ashoka, dans le même ordre d'utilisation: 'NWPTYPTY' correspondrait au mot indien anuppatipatiya (sans ordre, en désordre), et 'NWPTYP...' à anuppatipamme. Y'NYHYK'NY.... correspondrait à yani hi kanici et est le premier mot de cet édit. On trouve par ailleurs plusieurs mots araméens, qui expliciteraient les mots indiens mentionnés: le mot WK'N "et maintenant", WYHWTRYWN "ils se sont accrus, et ils s'accroîtront", PTYSTY "obéissance" Cette inscription, malgré son caractère partiel et souvent obscur, semble donc bien être une traduction ou un commentaire ligne à ligne d'éléments de l'édit majeur sur pilier no 7...
Une analyse plus étendue avec photographies a été publiée dans le Journal asiatique («Une inscription indo-araméenne d'Asoka provenant de Kandahar», par Emile Benveniste et André Dupont-Sommer, Journal asiatique, t. ccliv [1966], p. 437-465).